# Ava Stewart
Ava Stewart (Lebanon, Estados Unidos, 30 de septiembre de 2005) es una deportista canadiense que compite en gimnasia artística. En los Juegos Panamericanos de 2023 obtuvo dos medallas de bronce, en la pruebas de barra de equilibrio y por equipo.

## Palmarés internacional
| Juegos Panamericanos | Juegos Panamericanos | Juegos Panamericanos | Juegos Panamericanos |
| Año                  | Lugar                | Medalla              | Prueba               |
| -------------------- | -------------------- | -------------------- | -------------------- |
| 2023                 | Santiago (Chile)     | Medalla de bronce    | Barra                |
| 2023                 | Santiago (Chile)     | Medalla de bronce    | Concurso por equipos |